# Thalycra emmanueli
Thalycra emmanueli é uma espécie de insetos coleópteros polífagos pertencente à família Nitidulidae.
A autoridade científica da espécie é Auroux, tendo sido descrita no ano de 1967.
Trata-se de uma espécie presente no território português.